# Dehler Park
 (mars 2025).
Le Dehler Park est un stade de baseball, d'une capacité de 3 000 places, situé à Billings, ville de l'État du Montana, aux États-Unis.

## Histoire
Il est le domicile des Mustangs de Billings, club professionnel de baseball mineur, de niveau recrue, évoluant en Ligue Pioneer ; il est également utilisé par le club universitaire de la faculté de Billings de l'université de l'État du Montana.
Le stade, dont la construction a débuté en 2007, a été inauguré en 2008 ; son premier match a eu lieu le 29 juin 2008 et a opposé les Scarlets de Billings aux Bucks de Bozeman de la Ligue de baseball de l'association de vétérans American Legion.